# 올리버 레트윈

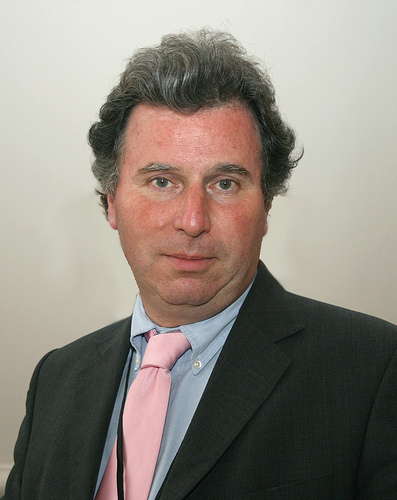
2012년의 레트윈

올리버 레트윈 경 (Sir Oliver Letwin PC FRSA, 1956년 5월 19일~)은 영국의 정치인.
올리버 레트윈은 1997년부터 2019년까지 웨스트도싯 지역구의 국회의원이었다. 본래 보수당 소속 의원이었으나 2019년 9월 보수당 의원 출당 사태로 무소속이 되었다. 보수당이 야당이던 마이클 하워드 대표 시절 예비 재무장관을, 이안 덩컨 스미스 체제에서는 예비 내무장관을 역임했다. 2014년부터 2016년까지 랭커스터 공작령 대법관직도 맡았다.
2010년 보수당 정권교체 후 정부정책 부장관직에 올랐으며, 2015년 영국 총선 이후 레트윈 의원은 내각부의 전 권한을 쥘 수 있게 됨과 동시에 제2기 캐머런 내각의 완전한 내각 인사가 되었다. 2019년 제2기 메이 내각에서 레트윈 의원은 당내 주요 유럽회의론자에게 반기를 들어, 이른바 "의향투표" (indicative vote)를 허용하는 초당 발의안을 상정하기도 했다. 이 의향투표는 하원에서 과반동의를 얻을 수 있는지를 확인하려는 목적으로, 각 의원이 여러 브렉시트 선택지를 놓고 투표할 수 있도록 하는 것이다. 결과적으로 이들 중 아무런 방안도 통과될 수 없는 것으로 드러났다. 레트윈 의원은 쿠퍼-레트윈법 통과로 유럽연합조약 제50조의 기한 연장을 시도하기도 했다. 2019년 8월에는 차기 총선에서 불출마할 것을 선언하였으며, 2019년 9월 3일에는 보수당 당적을 잃고 무소속 의원이 되었다.